# Pseudischnocampa albidor
Pseudischnocampa albidor là một loài bướm đêm thuộc phân họ Arctiinae, họ Erebidae.